# مولودية وهران (كرة السلة)
نادي مولودية وهران لكرة السلة هو نادي كرة سلة جزائري مقرّه في وهران، ينتمي إلى نادي متعدد الرياضات مولودية وهران الذي تأسس يوم 1 يناير 1917. هو أحد أبرز نوادي السلة الجزائرية. يلعب في صالة حمو بوتليليس التي تتسع لـ5000 مناصر.

## اللاعبين الكبار عبر تاريخ النادي
- محمد بو مدين
- سيد أحمد مقني

## إنجازات النادي
- الدوري الجزائري لكرة السلة (1)
  - البطل : 1984
- كأس الجمهورية الجزائرية لكرة السلة (1)
  - البطل : 1990
  - الوصيف : 1989

## مواضيع مشتركة
- مولودية وهران
- مولودية وهران (كرة القدم)
- مولودية وهران (كرة اليد)

## وصلات خارجية
- (بالعربية) الموقع الرسمي لمولودية وهران بالعربية
- (بالفرنسية) الموقع الرسمي لمولودية وهران بالفرنسية